# 新国际主义左翼
新国际主义左翼（希腊语：Νέα Διεθνιστική Αριστερά，Nea Diethnistike Aristera；土耳其语：Yeni Enternasyonalist Sol）是塞浦路斯的一个托洛茨基主义组织。该组织的意识形态是社会主义、马克思主义、托洛茨基主义。该组织的政治立场是极左翼。该组织的青年翼是“反对民族主义青年”。该组织出版报纸《抵抗》。该组织曾是国际社会主义替代的支部，於2021年6月24日退出。目前，该组织是“国际主义立场”的成员。
该组织致力于塞浦路斯的统一以及塞浦路斯希腊人和塞浦路斯土耳其人的和解。